# Бозький район

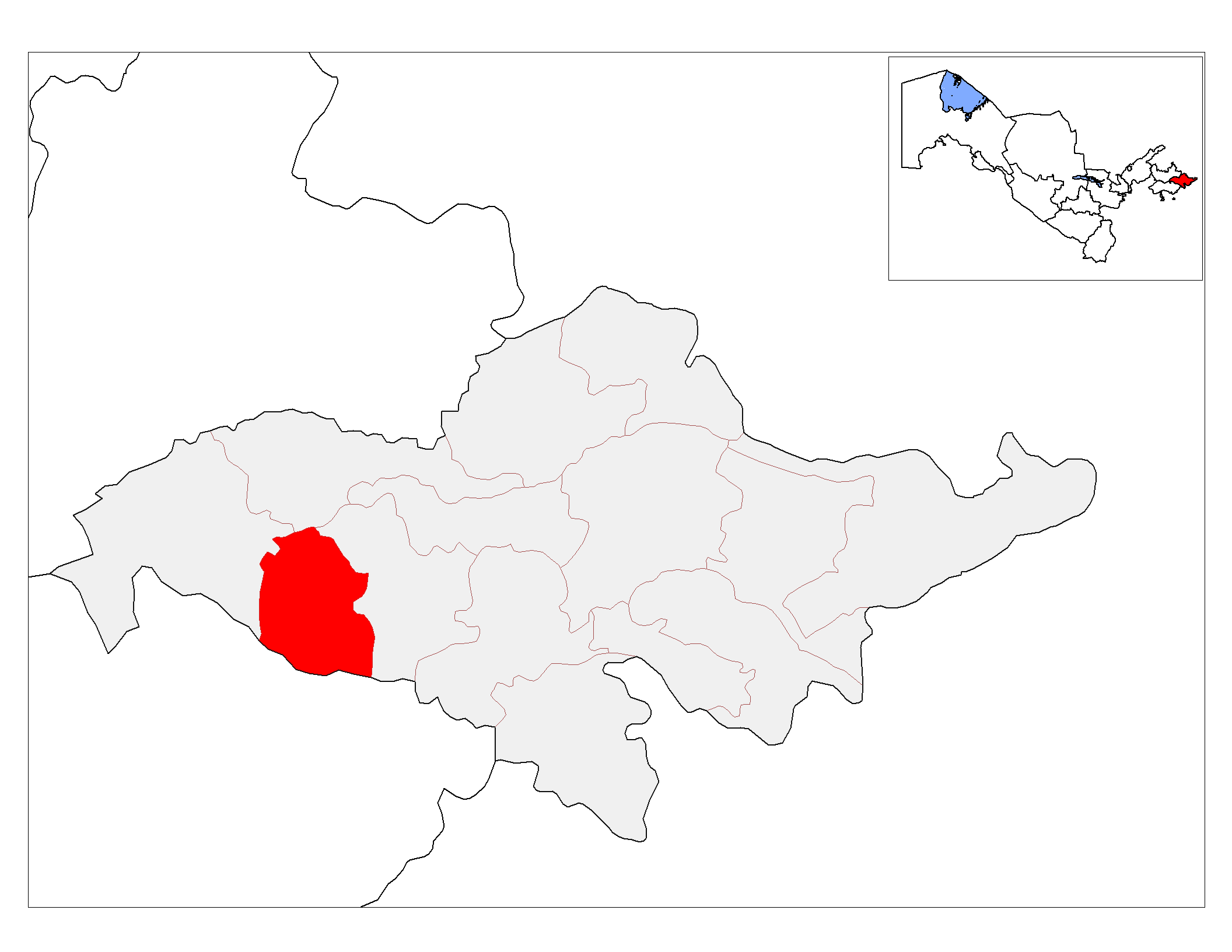
Розташування району на карті області

Бо́зький район (узб. Бўз тумани, Bo’z tumani) — один з 14 районів Андижанської області. Розташований в західній її частині.
Був утворений 5 квітня 1950 року, в період з 24 грудня 1962 по 31 грудня 1964 роки був об'єднаний з Московським районом.
Площа району становить 200 км².
Населення становить 54 тис. осіб. Більшу частину складають узбеки. Проживають також росіяни, таджики, киргизи, корейці, татари та інші народи. Щільність населення становить 270 чол./км².
Адміністративний центр — міське селище Боз.

## Природа
Рельєф району складається з рівнин висотою 500 м. На заході розташовано багато височин. Територія поділена на 3 масиви — Східний Яз'яван, Улугнорський та масив Великого Ферганського каналу.
Клімат різко континентальний. Пересічні температури липня +24-28 °C, січня −4-0 °C. Вегетаційний період становить 210—220 днів. За рік випадає в середньому 200—300 мм опадів.
Земля району зрошуються каналами — Великий Ферганський канал, Великий Андижанський канал та Шахрихансай. В низовинах, між височинами, поширені болота.
В місцях залягання підземних вод (місцями до 30-60 см) утворились солончаки та тверді збагачені (глинисті) ґрунти. На цілинних ділянках солончаки виходять на поверхню. Поширені ґрунти — піщані, напівпіщані та безпіщані. Вміст гумусу сягає 1,3-1,7 %. В несолончакових місцях вміст сульфатів та хлоридів сягає 0,04-0,6 %, в солончакових — від 1-1,2 до 3 % різних солей.
На цілинних ділянках зростають янтак, лебеда, пальчатка, їжачник, сорго, очерет, тамариск та інші рослини. З диких тварин водяться лисиця, соболь, різноманітні змії, у водоймах зустрічаються риби.

## Адміністративний поділ
Станом на 1 січня 2011 року до складу району входять 3 міських селища (Боз, ім.Маннаба Джалалова, Халдеванбек) і 3 сільських сходи громадян (ім. Маннаба Джалалова, Хавас, Халдеванбек)